# Abatao Village
Abatao Village är en ort i Kiribati.   Den ligger i örådet Tarawa och ögruppen Gilbertöarna, i den östra delen av landet, 18 km nordost om huvudstaden Tarawa. Abatao Village ligger 12 meter över havet och antalet invånare är 421. Den ligger på ön Tabiteuea.
Terrängen runt Abatao Village är mycket platt.  Närmaste större samhälle är Tarawa, 17,6 km sydväst om Abatao Village. 